# Palacio de Justicia del Condado de Esmeralda
El Palacio de Justicia del condado de Esmeralda, construido en 1907, es un histórico juzgado del condado de dos pisos ubicado en la esquina noreste de Crook Avenue (US 95) y Euclid Avenue en Goldfield, condado de Esmeralda, Nevada (Estados Unidos). Es una propiedad contribuyente en el distrito histórico de Goldfield y todavía sirve como palacio de justicia del condado.